# WISE 0458+6434
WISE 0458+6434，全稱WISEPC J045853.90+643451.9，是由兩顆（編號分別加上 A 和 B）極低溫棕矮星組成的聯星系統，光譜類型分別是T8.5和T9。位於鹿豹座。

## 概要
這個棕矮星聯星系統是2011年廣域紅外線巡天探測衛星最早發現的104個棕矮星系統之中兩個棕矮星聯星系統的其中一個（另一個是 WISE 1841+7000）。一開始並未發現這是聯星系統，與地球距離預測是6到10秒差距（18到30光年，更明確的數據是19.6到32.6光年）。事實上距離的量測結果是由兩種方式取得的：分光光度法（6到8秒差距，或19.6到26.1光年）和測光（9.0 ± 1.9秒差距或29.4 ± 6.2光年）。接著凱克Ⅱ使用了雷射導引星－自适应光学系統對該系統進行近紅外線攝影後確定WISE 0458+6434是聯星系統，距離量測值改為10.5 ± 1.4秒差距或34.2 ± 4.6光年（不過，戴維·柯克帕特里克等人於2011年宣稱的量測距離是12.3 ± 2.3秒差距或40.1 ± 7.5光年。）。另一個測光估計出來的距離是7.3秒差距（23.8光年），但這量測是假設該系統並非聯星的結果。系統成員星的表面溫度分別是600 K 或327 °C（A）和500 K 或227 °C（B）；且表面溫度都比金星低。而這兩顆恆星的光譜屬於T型和Y型的交界附近。WISE J0458+6434的成員星光譜類型並非Y型，而同為晚期T型。